# 乌当区
乌当区是中华人民共和国贵州省贵阳市东北部的一个市辖区。东经106°30'-107°03'，北纬26°55'-26°33'。

## 行政区划
乌当区下辖5个街道办事处、6个镇、2个民族乡：
观溪路街道、新光路街道、新创路街道、龙广路街道、高新路街道、东风镇、水田镇、羊昌镇、下坝镇、新场镇、百宜镇、新堡布依族乡和偏坡布依族乡。

## 交通
- 贵广客运专线：贵阳东站